# Ute Schildt

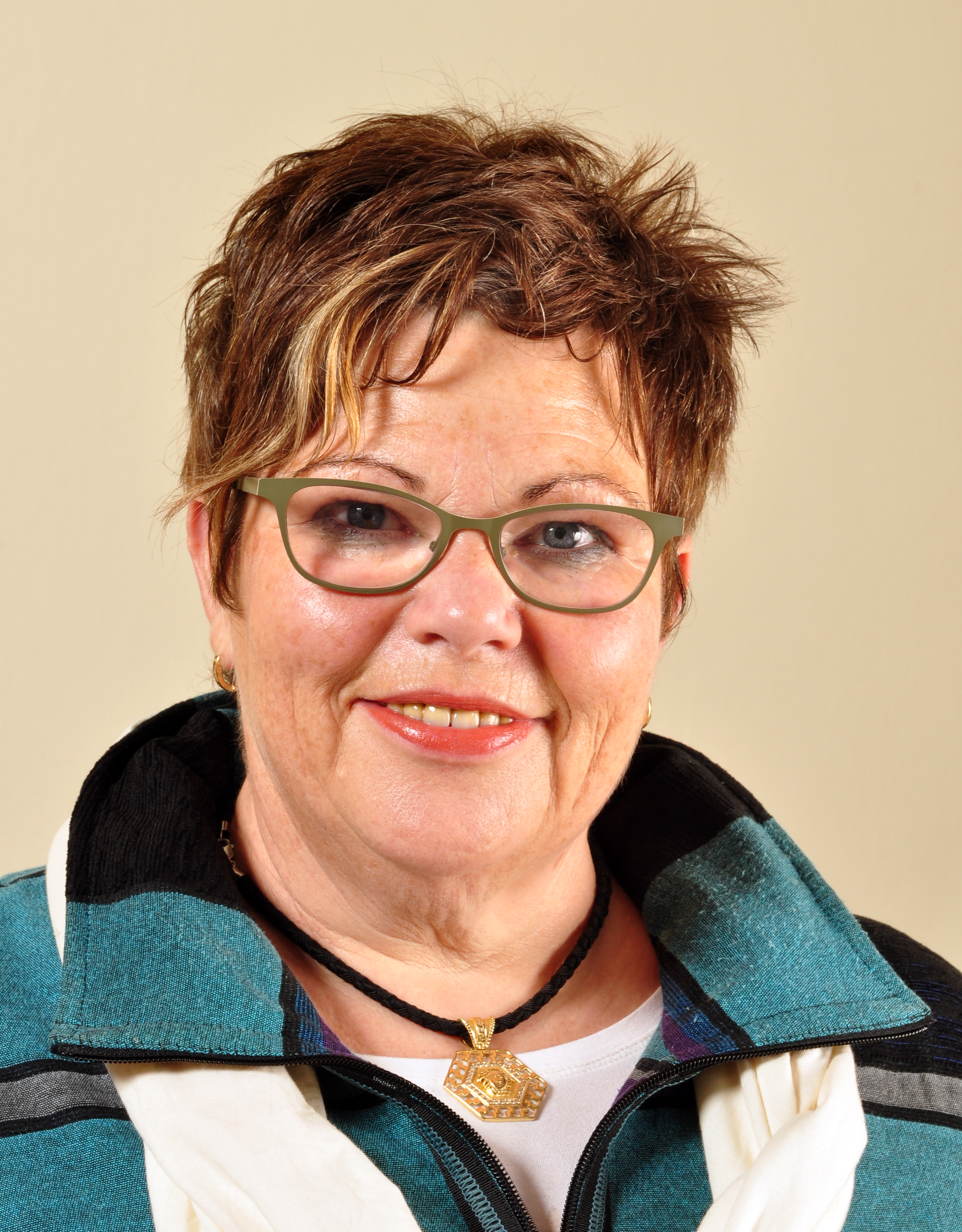
Ute Schildt (2013)

Ute Schildt (* 27. Januar 1957 in Greifswald) ist eine deutsche Politikerin (SPD). Sie war von 1998 bis 2011 Mitglied im Landtag von Mecklenburg-Vorpommern.

## Leben
Schildt besuchte von 1963 bis 1973 die Diesterweg-Oberschule Loitz und machte 1975 an der Goethe-Oberschule in Demmin das Abitur. Anschließend studierte sie an der Ernst-Moritz-Arndt-Universität Greifswald Chemie, im Jahr 1980 schloss sie dieses Studium als Diplomchemikerin ab. Sie arbeitete danach bis 1986 als Leiterin einer Technischen Kontroll-Organisation im Getreidehandel und danach bis 1987 als Fertigungstechnologin in der Galvanik eines Elektromotorenwerks. Seit 1987 ist Schildt Betriebsleiterin eines Getreidehandels in Demmin. Sie ist evangelisch, verheiratet und hat zwei Kinder.

## Politik
Schildt trat 1994 der SPD bei und ist seit 1999 Mitglied des Kreistages Demmin. Sie engagiert sich als Mitglied in der Organisation „Weißer Ring“, in der „Deutsch-Polnischen Gesellschaft“ und der AWO. Sie ist Mitglied im Aufsichtsrat der Landgesellschaft Mecklenburg-Vorpommern mbH. Bei der Landtagswahl 1998 zog sie erstmals in den Landtag von Mecklenburg-Vorpommern ein. Bei der Landtagswahl 2006 konnte sie erneut über die Landesliste ins Parlament einziehen. Dort war sie stellvertretende Vorsitzende der SPD-Fraktion und deren Sprecherin für Agrarpolitik und Ernährungswirtschaft. Zur Landtagswahl 2011 trat sie nicht mehr an.